# Hepatotoxicidad
La hepatotoxicidad, también llamada enfermedad hepática tóxica inducida por drogas implica daño —sea funcional o anatómico— del hígado inducido por ingestión de compuestos químicos u orgánicos. El hígado está especialmente expuesto a toxicidad por razón de su función en la biotransformación, metabolismo y eliminación de agentes potencialmente tóxicos. Ciertos productos medicinales, al tomarse en dosis elevadas o por un largo periodo de tiempo causan daños celulares, aunque la hepatotoxicidad es por lo general independiente de la concentración del fármaco, es decir, algunas drogas pueden causar daño hepático aún en dosis terapéuticas. La hepatotoxicidad puede ser causada por elementos naturales, remedios caseros o industriales, entre otros. Todo producto causante de daño al hígado se conoce como hepatotoxina.
Existen más de 900 drogas que se han implicado en el daño hepático y es la razón más frecuente para retirar un medicamento del mercado. Muchos elementos químicos causan daño subclínico, es decir, que no se manifiesta con alguna sintomatología y que se presentan solo con resultados anormales de las enzimas hepáticas. La hepatotoxicidad es responsable de un 5 % de todos los ingresos hospitalarios y un 50 % de todas las causas de insuficiencia hepática aguda.

## Metabolismo hepático de drogas

Metabolismo hepático de diversas drogas, las transferasas son: glutatión, sulfato, acetato, ácido glucorónico. La P-450 incluye al complejo de enzimas del citocromo P450. Las 3 rutas metabólicas se nombran con las letras A, B y C.

El cuerpo humano identifica a casi todas las drogas como agentes extraños, es decir, xenobióticos y los sujeta a un número diverso de procesos químicos y metabólicos para hacerlos de fácil descarte. Ello implica transformaciones químicas para reducir su liposolubilidad y cambiar su actividad biológica. A pesar de que casi todos los tejidos del cuerpo tienen, hasta cierto grado, capacidad de metabolizar estos productos químicos, el retículo endoplásmico del hígado es, por excelencia, el principal lugar de depuración de sustancias químicas endógenas (como el colesterol, esteroides, ácidos grasos y proteínas) así como exógenas como los fármacos. El papel central del hígado en la depuración y transformación de sustancias químicas hace que sea un órgano muy susceptible a intoxicaciones. 

### Fase 1
El metabolismo de los fármacos suele ser dividida en dos fases. La fase 1 incluye un conjunto de reacciones químicas que preparan a la droga para entrar a la fase 2. Estas reacciones incluyen reducción-oxidación, hidrólisis, hidratación y muchas otras menos frecuentes. Estos procesos aumentan la solubilidad de la droga en el agua y puede generar metabolitos que son químicamente activos y potencialmente tóxicos. 

### Fase 2
La mayoría de las reacciones químicas de la fase 2 ocurren en el citoplasma e incluyen principalmente la conjugación con compuestos endógenos por medio de enzimas transferasas. Al final de la fase 2, aquellos productos de la fase 1 que sean químicamente activos se vuelven relativamente inertes y disponibles para su fácil eliminación del cuerpo.

### Citocromo P450
Existe un grupo de enzimas localizadas en el retículo endoplasmático, conocidas en conjunto como el complejo citocromo P450, las enzimas más importantes en el metabolismo enzimático del hígado
El citocromo P450 es el componente de las oxidasas presentes al final de la cadena de transporte de electrones. No es una sola enzima, sino una familia de unas 50 isoformas relacionadas entre sí estructuralmente, de los cuales 6 de ellos metabolizan un 90 % de las drogas. Existe una gran diversidad en los genes individuales que codifican a los P450 individuales y esta heterogenicidad le permite al hígado realizar reacciones de oxidación a una enorme variedad de compuestos químicos, incluyendo a casi todas las drogas, durante la fase 1. 

#### Diversidad genética
Hay tres elementos importantes en el sistema P450 que juegan un papel importante en la toxicidad inducida por drogas. La primera es la diversidad genética que hace que cada una de las enzimas P450 sean diferentes proteínas permitiendo variabilidad en el metabolismo de fármacos entre un individuo y el otro. Las variaciones genéticas o polimorfismo en el metabolismo por P450 debe ser tomado en consideración al presenciar una sensitividad inusual en algún paciente o una resistencia a los efectos de la droga a dosis normalmente terapéuticas. Dicho polimorfismo es también responsable de las respuestas variadas entre una persona y otra, en especial con antecedentes étnicos diferentes.

#### Cambio en actividad enzimática
Existen muchas sustancias que tienen efectos variados sobre el mecanismo de las enzimas P450. Los medicamentos que modifican a una enzima P450 en particular se conocen como inhibidores o potenciadores. Los inhibidores enzimáticos bloquean la actividad metabólica de una o varias enzimas P450. Este efecto, por lo general, ocurre de manera inmediata. Por el otro lado, los potenciadores aumentan la actividad enzimática de los P450 al aumentar la velocidad de su síntesis. Dependiendo de la vida media del medicamento, por lo general hay un retraso antes de que la actividad enzimática aumente.

#### Inhibición competitiva
Algunas drogas pueden compartir especificidad por la misma enzima P450 y por ello compiten uno contra el otro por su biotransformación. Esto puede producir una acumulación de las drogas metabolizadas por la enzima. Este tipo de interacción puede también reducir la velocidad de generación de un sustrato tóxico.

## Mecanismo de daño hepático
Muchas drogas son retiradas del mercado debido a un descubrimiento tardío de hepatotoxicidad. Debido a su metabolismo peculiar y a su cercana relación con el tracto gastrointestinal, el hígado es tremendamente susceptible a injurias tóxicas. Cerca de un 75 % de la sangre que llega al hígado viene directamente de los órganos gastrointestinales y el bazo por medio de la vena porta, el cual trae drogas y xenobióticos de forma concentrada. Son varios los mecanismos responsables bien sea de la inducción del daño hepático o de empeorar un proceso dañino.
Muchos compuestos dañan a la mitocondria, un orgánulo intracelular que produce energía. Su disfunción libera una excesiva cantidad de oxidantes que, a su vez, causan daño a la célula hepática. La activación de algunas enzimas en el sistema citocromo P450, tales como el CYP2E1 también conllevan a estrés oxidativo. Las lesiones a los hepatocitos y a las células del conducto biliar producen acumulación de bilis dentro del hígado. Ello promueve la aparición de daño adicional hepático.
Las células que no pertenecen al parénquima hepático, como las células de Kupffer, células almacenadoras de grasa o células de Ito y leucocitos pueden tener un papel en estos mecanismos tóxicos.

## Reacción adversa a medicamento
Hay dos tipos de reacciones adversas medicamentosas, las del tipo A, que son farmacológicas o intrínsecas y las del tipo B, que son idiosincráticas. Aquellas del tipo A reflejan el 80 % de todas las toxicidades.
Los medicamentos o toxinas que exhiben una hepatotoxicidad intrínseca (tipo A) son aquellos que tienen curvas de dosis-respuesta predecibles —de modo que a mayor concentración del medicamento, mayor será el daño hepático— y tienen mecanismos de toxicidad bien caracterizados tales como el daño directo al tejido hepático o por bloqueo de un proceso metabólico. Como en el caso de las sobredosis por acetaminofén, se espera que la injuria hepática ocurra poco después de alcanzar un umbral de toxicidad.
Las reacciones idiosincráticas de una droga (tipo B) causan daño sin advertencia, es decir cuando el agente causa hepatotoxicidad inesperada en individuos susceptibles y que no esté relacionada con la dosis y que tiene un período de latencia variable. Este tipo de daño no tiene una curva clara de dosis y respuesta ni una relación temporal y en la mayoría de los casos no siguen modelos predecibles. La hepatotoxicidad idiosincrática ha producido la retirada de varios medicamentos del mercado, aún después de un riguroso estudio clínico como parte del proceso de su aprobación y patente. Dos ejemplos clásicos de este fenómeno ocurrió con los fármacos  troglitazona (Rezulin®) y trovafloxacina (Trovan®).

## Patrones de lesiones
Existe una amplia variedad de daño hepático clínico y patológico producidos por compuestos químicos. Los marcadores bioquímicos como la alanina transferasa, fosfatasa alcalina y la bilirrubina, se usan con frecuencia para detectar daño hepático, definido como un aumento en la concentración de ALT más de tres veces por encima del límite normal máximo, un aumento del ALP más del doble del nivel máximo o la concentración de bilirrubina aumentado al doble por encima del nivel normal máximo asociado a niveles de ALT o ALP aumentados. El daño hepático se caracteriza también en hepatocelular —elevación inicial predominantemente de ALT— y colestásico, que es un aumento inicial del ALP. Sin embargo, estos dos tipos no son mutuamente exclusivos, de modo que se pueden encontrar momentos en los que hay daños por tipos mixtos.

## Cuadro clínico
Diferentes drogas causan daños que se manifiestan de modo diferente entre un caso y el otro. 

### Necrosis celular
Lo más común es encontrar necrosis de células hepáticas confinadas a una zona en particular del lóbulo hepático. Se manifiesta con altos niveles sanguíneos de ALT y disfunciones hepáticas severas que con el tiempo conlleva a insuficiencia hepática aguda. Las causas más frecuentes son las intoxicaciones por acetaminofen y tetracloruro de carbono.

### Hepatitis
Esta es otra forma de necrosis hepatocelular, pero está asociada a infiltración de células inflamatorias. Puede haber tres tipos de hepatitis inducida por drogas:
1. Hepatitis tipo viral, la más frecuente, en el que los elementos histológicos se parecen a la hepatitis viral aguda. Es el caso de la hepatotoxicidad por halotano, isoniazida y fenitoína.
2. Hepatitis focal o no-específica, se presencia hepatitis en focos esparcidos que acompañan al infiltrado linfocítico. Un ejemplo de este tipo de injuria es la intoxicación por aspirina.
3. Hepatitis crónica, un cuadro clínico, serológico e histológico muy similar a la hepatitis autoinmune. Actúan de este modo las intoxicaciones por metildopa y diclofenac.

### Colestasis
El daño hepático produce un trastorno en el flujo biliar, en el que el cuadro clínico predominan la picazón e ictericia. Histológicamente se puede presenciar inflamación (hepatitis colestásica) o puede aparecer sin inflamación parenquimatosa. En pocos casos se producen características similares a la cirrosis biliar primaria debido a la destrucción progresiva de los pequeños conductos biliares (síndrome del ducto desaparecido). Lo causan:
- Simple: la píldora anticonceptiva, anabolizantes androgénicos esteroideos, y andrógenos.
- Inflamatorio: alopurinol, co-amoxiclav, carbamazepina
- Ductal: clorpromazina, flucloxacilina

### Esteatosis
La hepatotoxicidad puede manifestarse como una acumulación de triglicéridos lo que conlleva a un hígado graso micro o macrovesicular. Otro tipo de esteatosis se produce por acumulación de fosfolípidos y produce un patrón similar a las enfermedades con defectos congénitos del metabolismo lipídico, como la enfermedad de Tay-Sachs.
Causas:
- Microvesicular: aspirina (síndrome de Reye), ketoprofen, tetraciclina.
- Macrovesicular: acetaminofen, metotrexato.
- Fosfolipidosis: amiodarona, nutrición parenteral absoluta.

### Granuloma
Los granulomas inducidos por drogas por lo general se asocian con granulomas en otros tejidos y los pacientes tienden a presentar vasculitis sistémica e hipersensitividad. Se han implicado a más de 50 medicamentos, entre ellos, alopurinol, fenitoína, isoniazida, quinina, penicilina y quinidina.

### Lesiones vasculares
Son lesiones que resultan en daño al endotelio vascular, por ejemplo:
- Enfermedad veno-oclusiva hepática por agentes quimioterpéuticos.
- Peliosis hepatis: esteroides anabolizantes.
- Trombosis venosa hepática, por agentes quimioterpéuticos.

### Neoplasmas
Los neoplasmas se han descrito por exposición prolongada a ciertas drogas y toxinas, causantes de carcinoma hepatocelular, angiosarcoma y adenomas hepáticos. Algunas de las drogas implicadas en estos tumores son el cloruro de vinilo, las pastillas anticonceptivas, esteroides anabólicos, arsénico y torotrast.

## Tratamiento y pronóstico
En la mayoría de los casos, la función hepática regresará a sus valores normales si se suspende con tiempo la administración del medicamento. Sin embargo, ciertas hepatotoxicidades, como la intoxicación por acetaminofén pueden resultar fatales. En casi todos los casos se requerirá terapia de soporte al individuo como medida básica. En los casos de insuficiencia hepática fulminante por una hepatotoxicidad inducida por drogas, se hará necesario un trasplante de hígado. En el pasado se usaron los glucocorticoides y otros medicamentos para el tratamiento de los cuadros alérgicos, pero no existen buenas evidencias que prueben su eficacia.
Una elevación de los niveles de bilirrubina en sangre mayor al doble de su valor normal asociada con un incremento en la concentración de transaminasas es un signo ominoso. Ello indica una hepatotoxicidad severa y tiende a causar la muerte en un 10-15 % de los pacientes, en especial si no se detiene la administración de la droga en cuestión. La razón es que se requiere un daño significativo al hígado para causar trastornos en la excreción de bilirrubina, por lo tanto, un daño menor al hígado —como en el caso del síndrome de Gilbert o en ausencia de una obstrucción biliar— no conlleva a ictericia. Otros predictores de un mal pronóstico incluyen la edad del paciente, el sexo femenino y valores elevados de la AST.

## Medicamentos retirados por hepatotoxicidad
Troglitazona, bromfenac, trovafloxacina, ebrotidina, nimesulida, nefazodona y ximelagatran.

## Diagnóstico
El diagnóstico de una hepatotoxicidad es uno de los desafíos más grandes en la práctica clínica debido a la falta de marcadores confiables de daño hepático específico por drogas. Existen muchas otras enfermedades con cuadros clínicos y patológicos muy similares. Para diagnosticar una hepatotoxicidad, se debe establecer una relación causal entre la toxina o droga y el daño hepático subsecuente, aunque puede que resulte muy difícil, en especial si se sospecha una reacción idiosincrática. El uso simultáneo de múltiples drogas le añade a la complejidad de la tarea diagnóstica. Tal como en una toxicidad por acetaminofen, la hepatotoxicidad farmacológicamente dependiente se ha establecido basado en dosis, haciéndose más fácil su diagnóstico. Se han diseñado y propuesto varias escalas que establecen una relación causal entre la droga ofensiva y los signos de daño al hígado. En la práctica clínica, los profesionales de la salud hacen más énfasis en la presencia o ausencia de similitudes entre el perfil bioquímico del paciente en comparación con el perfil bioquímico clásico o esperado de la sospechada toxicidad.